# Wladimir Sergejewitsch Rosing

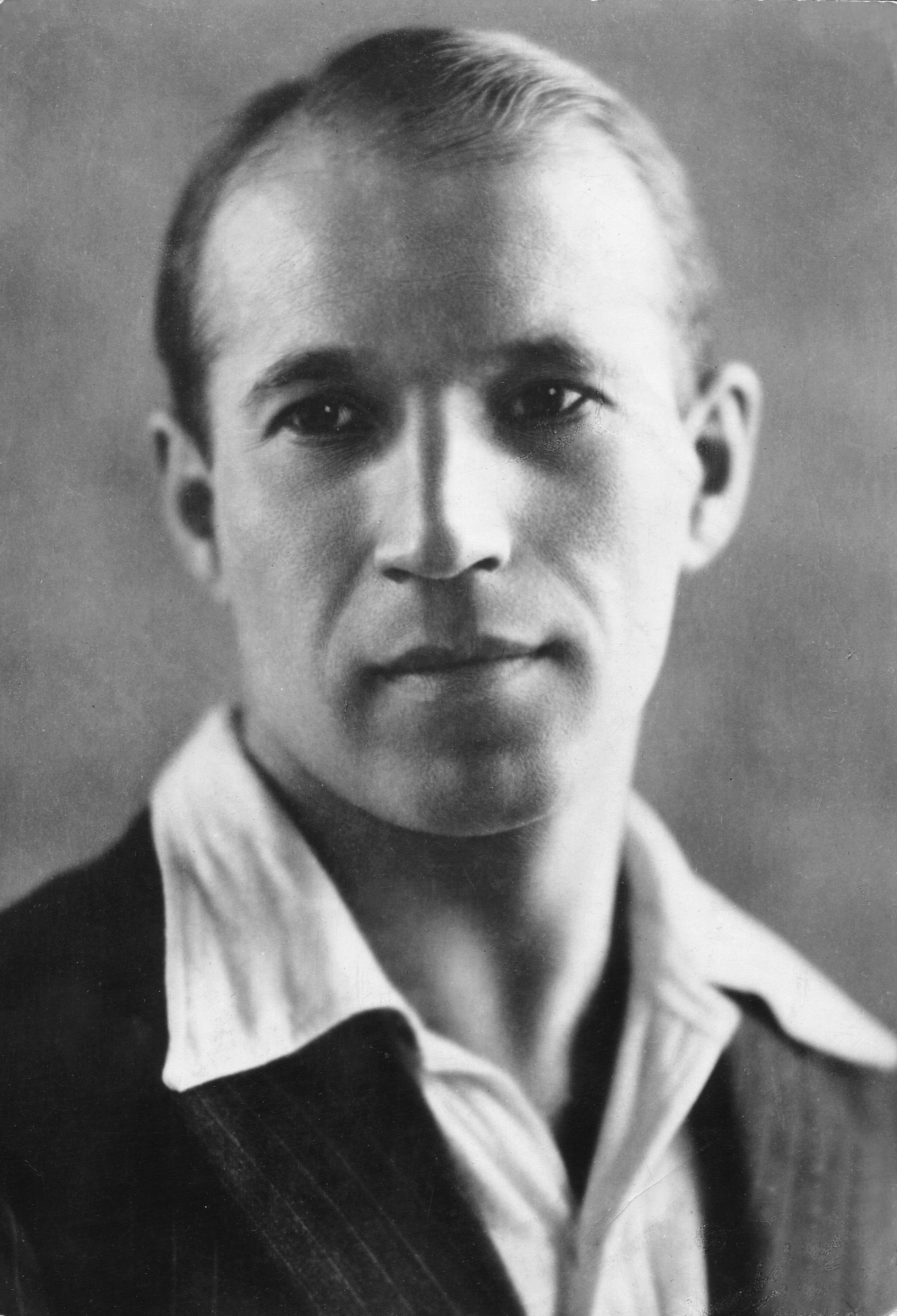
Wladimir Sergejewitsch Rosing 1920

Wladimir Sergejewitsch Rosing (russisch: Влади́мир Серге́евич Ро́зинг, * 11. Januar 1890 in Sankt Petersburg; † 24. November 1963 in Los Angeles) war ein russisch-amerikanischer Operntenor und Bühnendirektor.

## Leben und Werk
Wladimir Rosing studierte zunächst von 1907 bis 1912 Rechtswissenschaft an der Universität Sankt Petersburg. Gesang studierte er zunächst privat bei Joachim Tartakow sowie in England bei George Power und in Paris bei Jean de Reszke.
Er debütierte 1912 als Lenski in Eugen Onegin am Musikdramatischen Theater in Sankt Petersburg. Ab 1913 lebte er in England. Er wirkte dort bis 1921 vor allem als Konzertsänger. 1922 übersiedelte er in die Vereinigten Staaten. Er wirkte dort von 1923 bis 1927 als Direktor der Abteilung Oper an der Eastman School of Music der University of Rochester (New York) sowie von 1927 bis 1930 als Direktor der von ihm gegründeten American Opera Company. Von 1930 bis 1939 wirkte er in England als Musikproduzent, von 1936 bis 1939 als Producing Director der Covent Garden Opera. 1939 wurde er Organisator und künstlerischer Leiter der Southern California Opera Association in Los Angeles. In seinem Repertoire nahmen russische Komponisten eine bevorzugte Stellung ein. Er trat häufig auch als Opernregisseur hervor.